# Wegweiser

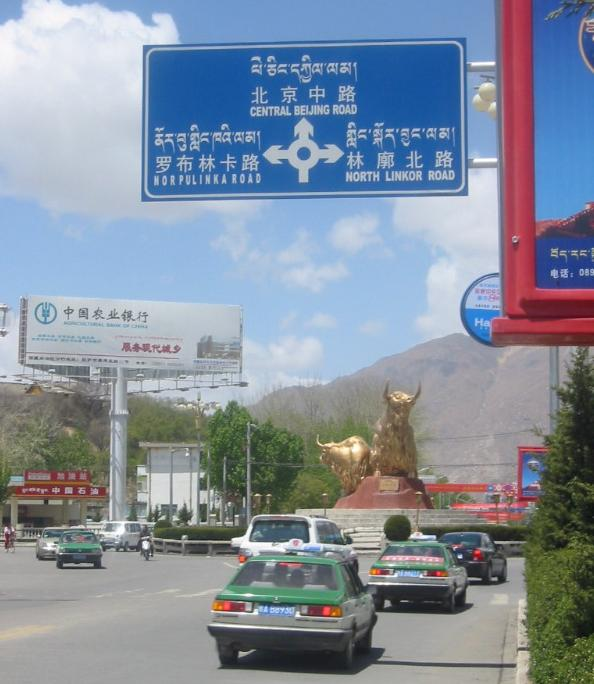
Wegweiser nach Lhasa (Tibet)

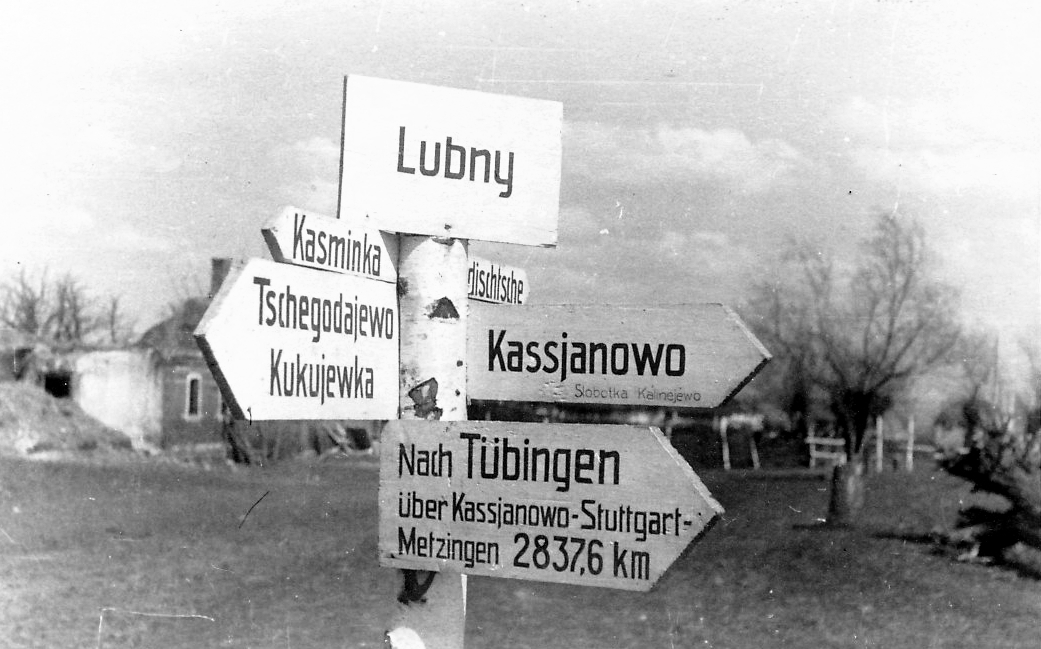
Schilderbaum mit Wegweisern in Lubny an der Oka (Ukraine, 1943)

Ein Wegweiser ist ein Verkehrszeichen mit Ziel- und Richtungsangaben zu bestimmten Orten und Objekten. Er kann die Form eines Schildes, einer Steinmarke oder einer Säule haben. Eine historische Sonderform war die Armsäule. Wegweiser können an Wegzeichen angebracht sein oder selbst solche darstellen.

## Grundlagen
Wegweiser an den Straßen zählen zu den Hinweiszeichen und bilden ein Element der öffentlichen Straßeninfrastruktur. Ihr Erscheinungsbild ist in den staatlichen Straßenverkehrsordnungen geregelt. Die Tafeln sind Signalisationsverordnungen in standardisierten Formen und Farben gestaltet und beschriftet. Über die offiziellen Wegweiser in der Schweiz und in Liechtenstein orientiert die Bildtafel der Strassensignale, über die aktuellen Wegweiser in Deutschland die Bildtafel der Verkehrszeichen in der Bundesrepublik Deutschland seit 2017 und die Bildtafel der Fahrradwegweiser in Deutschland, über die Hinweiszeichen in Österreich die Bildtafel der Verkehrszeichen in Österreich.
Wegweiser können mit einer Beschriftung, Symbolen oder Piktogrammen versehen sein und enthalten häufig auch Entfernungs- und andere Angaben zum Ziel.
Die Tafeln sind aus Blech, Holz, Stein oder Kunststoff angefertigt und können an Pfählen, Masten oder festen baulichen Anlagen angebracht werden. Sie zählen zur Straßenausstattung und allgemein zur Stadtmöblierung und zu den Wegbegleitern.
Darüber hinaus kann jedes Wegzeichen, das eine Richtung anzeigt, als Wegweiser aufgefasst werden, also auch optische Signale an Wegen außerhalb des Straßenraums, etwa eine Markierung eines Wanderweges, ein Steinmännchen oder ein Pflock als Landmarke, in erweitertem Sinne auch eine Wegtafel, die einen kartografischen oder symbolischen Überblick über eine Route gibt.

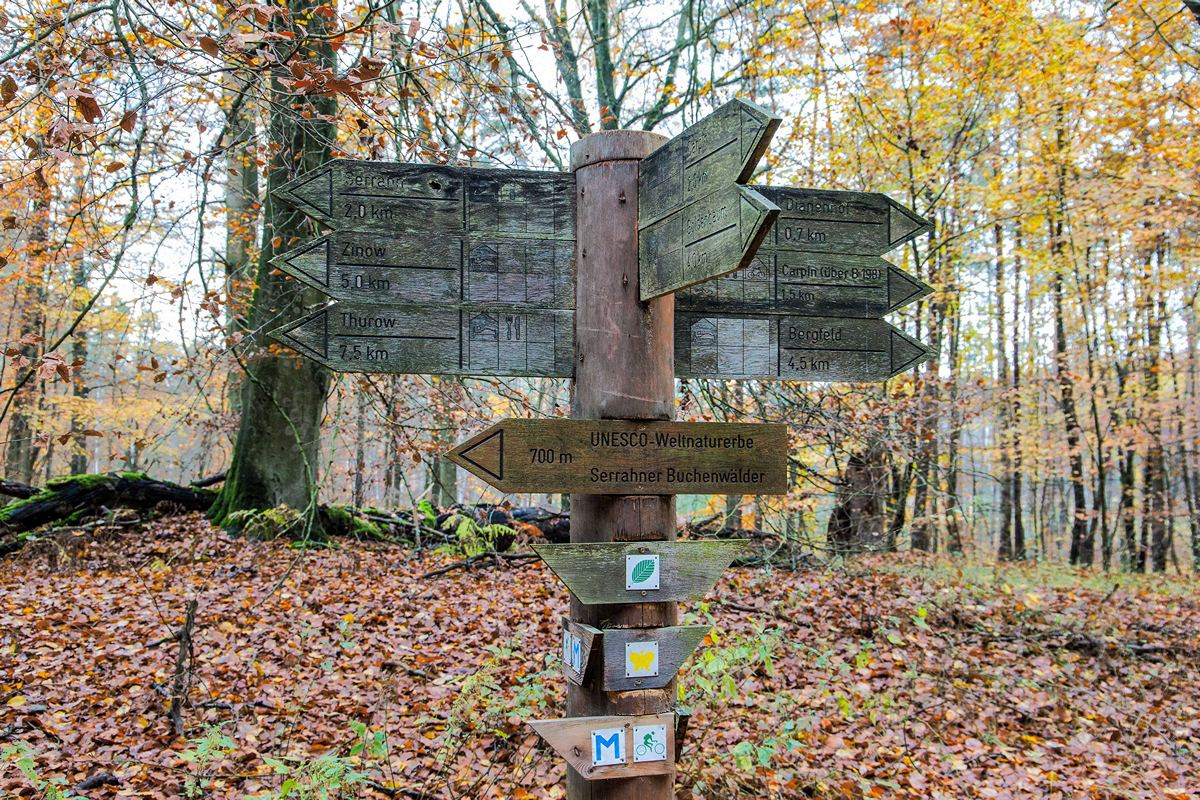
Wanderwegweiser in Mecklenburg

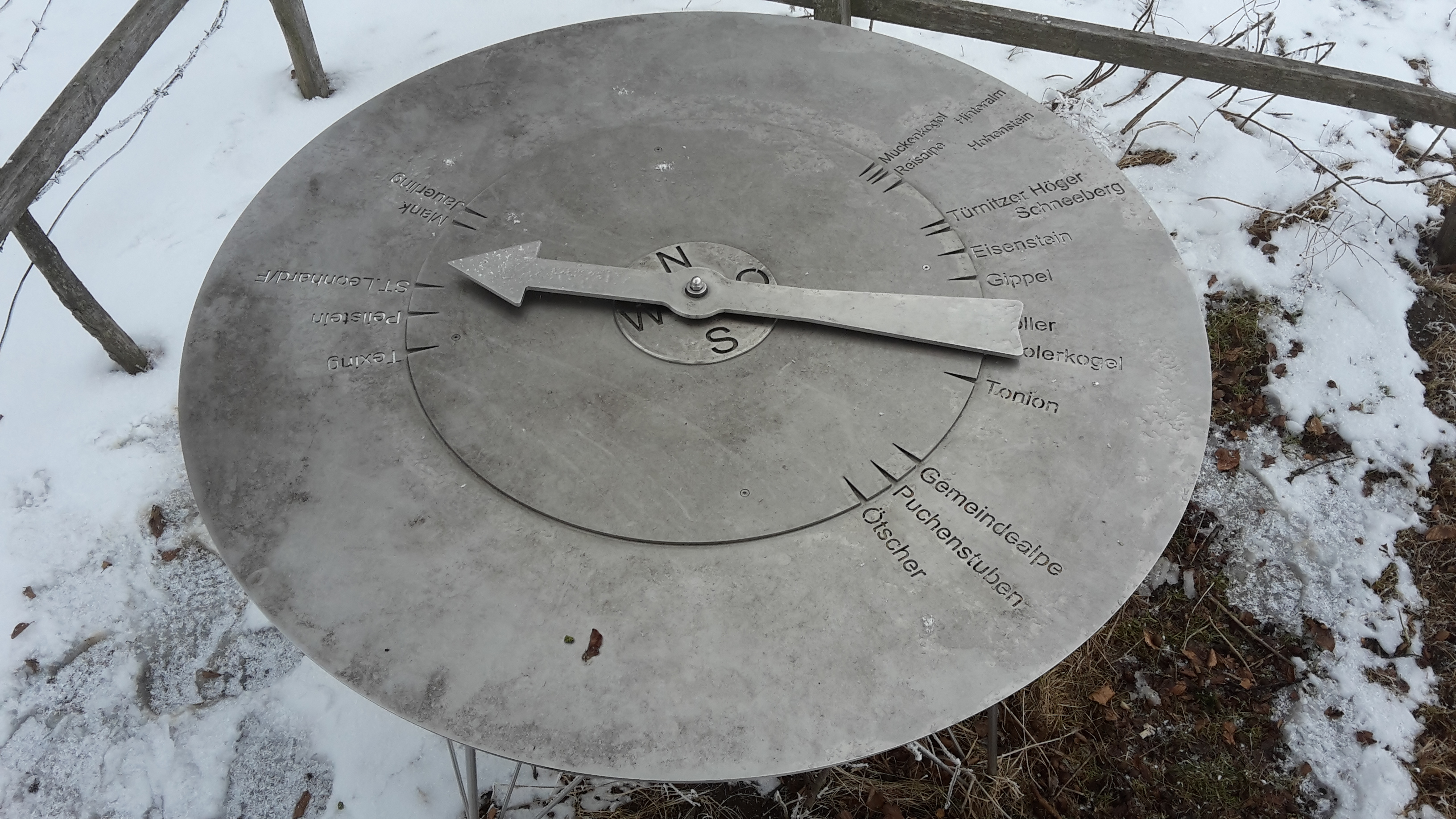
Drehbarer Richtungsweiser am Bichlberg in Kirchberg an der Pielach (Niederösterreich)

## Typen

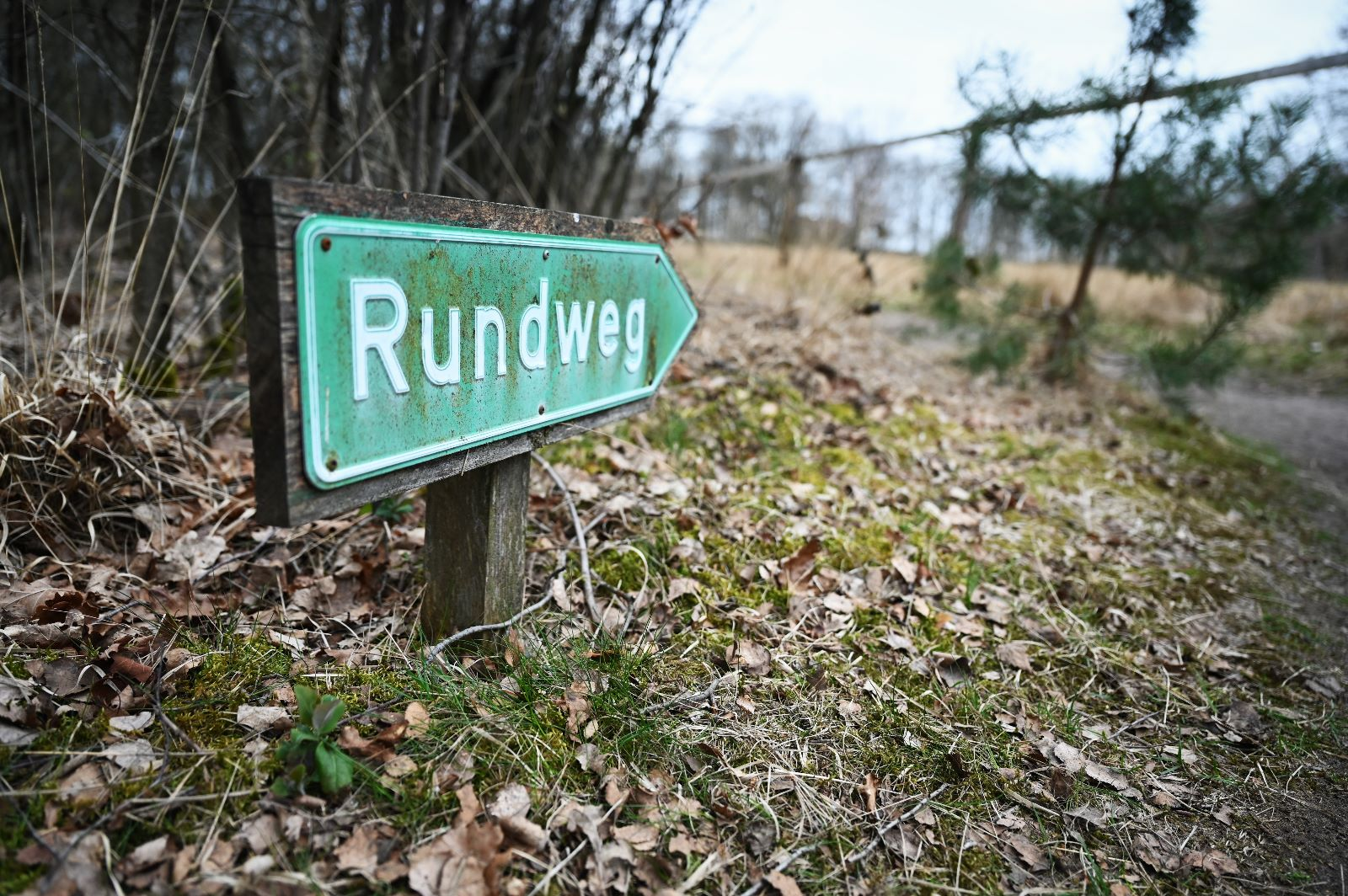
Wander-Wegweiser (Deutschland)

- Im öffentlichen Straßenverkehr sind Hinweisschilder der Wegweisung und Ortstafeln gesetzlich vorgeschrieben, auf Hauptstraßen und Fahrbahnen auch Vorwegweiser (siehe Verkehrszeichen).
- Man unterscheidet Pfeilwegweiser und Tabellenwegweiser.
- Eine frühe Form von Wegweisern sind die Wegweisersäulen.
- In der Sicherheitstechnik dienen Wegweiser zur Auszeichnung der Fluchtwege; sie sind gesetzlich vorgeschrieben und in Form, Aussehen und Anbringplatz normiert. In öffentlichen und größeren Gebäuden müssen grüne Schildern mit weißen Pfeilen auf die Fluchtwege und Notausgänge hinweisen; sie sollten aus einem Material bestehen, das bei einem Stromausfall in der Dunkelheit selbst leuchtet.
- Zur Ausschilderung von Wanderwegen, die oft durch regionale Alpen- oder Heimatvereine erfolgt, werden die Routen zwischen den Wegweisern zur regelmäßigen Orientierung zusätzlich noch mit Wegmarkierungen versehen. In der Schweiz sind die gelben Wegweiser für Wanderwege im ganzen Land durch die Organisation Schweizer Wanderwege einheitlich gestaltet.
- Für andere, nicht der Orientierung im Verkehr oder der Sicherheit dienende Wegweiser können nationale und örtliche Vorschriften (etwa in Bezug auf das Ortsbild) gelten, etwa für ihre Gestaltung, Aufstellung oder Anbringung. So sind kulturelle Sehenswürdigkeiten in einigen Ländern mit braunen Tafeln angekündigt, Naturschönheiten in Grün usw. Solche Wegweiser dienen als touristische Hinweise.
- Im Bereich von Baustellen an Verkehrswegen führen befristet aufgestellte Wegweiser die Verkehrsteilnehmer durch Umleitungen.
- Betriebswegweiser informieren über den Zufahrtsweg zu Privatunternehmen.
- Wegweiser in großen Bauwerken dienen zur Orientierung von Fußgängern, etwa in den Bahnhöfen und Stationen von U-Bahnen.
- Auf vielen Autobahnen und autobahnähnlichen Fernstraßen, vereinzelt auch auf innerstädtischen Straßen, werden dynamische Wegweiser verwendet. Diese stehen vor wichtigen Verkehrsknotenpunkten und weisen auf Verkehrsbehinderungen (Staus, Sperrungen) auf den nachfolgenden Strecken der verschiedenen Fahrtrichtungen hin. Zudem ermöglichen sie es, Alternativrouten zu den angegebenen Zielen auszuweisen, um die Verkehrsbehinderung zu umfahren, sofern sich hierdurch ein Reisezeitgewinn ergibt. Dynamische Wegweiser (auch: Wechselwegweiser) können mit Prismenwendern und/oder LED-Anzeigen ausgerüstet sein.

## Verschiedenes
Auch Meilensteine, die seit der römischen Epoche primär als Entfernungsanzeiger an Straßen und als Denkmäler für große Bauprojekte errichtet wurden, besaßen eine Wegweiserfunktion, da sie einen Hinweis auf eines oder auch mehrere Ziele geben. Anders als Wegweiser standen sie allerdings in regelmäßigen Abständen entlang wichtiger Straßen und besaßen einen Anfangspunkt ihrer Messung – Nullpunkt genannt. Regional heißen diese im deutschsprachigen Raum auch Stundensteine (Bayern, Baden-Württemberg, Schweiz) oder Postmeilensäulen (Sachsen).
Wegweiser können selbst auch kulturelle, bildhauerische Objekte sein. An touristischen Orten finden sich oft Wegweiser mit Richtungs- und Distanzangaben zu bedeutenden Großstädten der Welt, die Besuchern als beliebte Fotomotive dienen.
Bei Veranstaltungen oder für Tagungen sind die Wegweiser oft nur vorübergehend und in Papier, als Plakat und ähnlich ausgeführt.
Im Eisenbahnwesen haben eine Reihe von Bahnzeichen ähnliche Eigenschaften wie Wegweiser, auch wenn diese, bedingt durch die Eigenschaften des Schienenfahrwegs, anders zu deuten sind als im Straßenverkehr. So gibt zum Beispiel der Richtungsanzeiger, auch Zusatzsignal 2 genannt, dem Triebfahrzeugführer Auskunft über den eingestellten Fahrweg an Abzweigungstellen.
In Berlin gab es bis 1944 ein Unterhaltungsmagazin mit dem Titel Allgemeiner Wegweiser.

## Galerie (Auswahl)

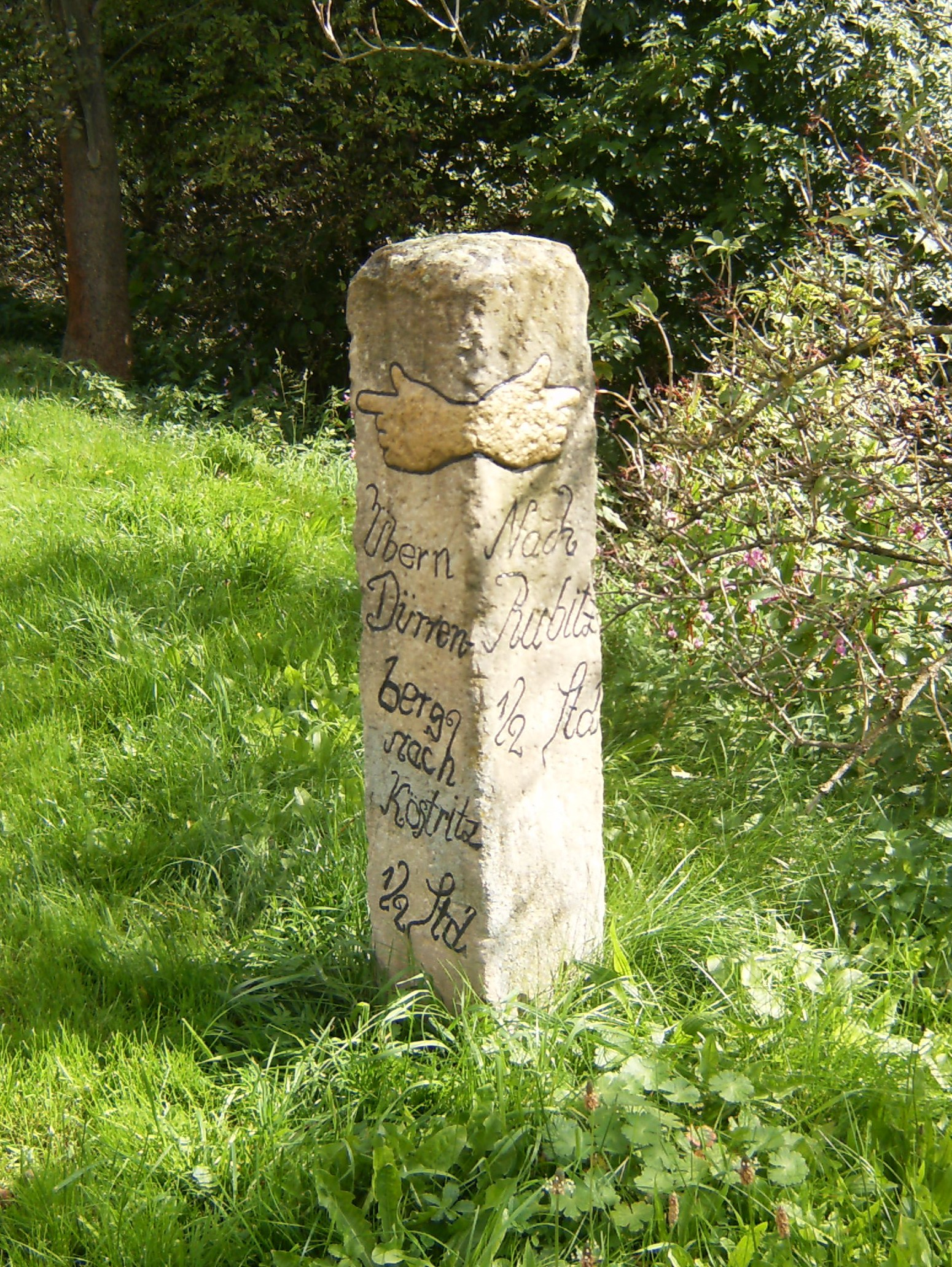
Historischer Handwegweiser in Hartmannsdorf, Thüringen
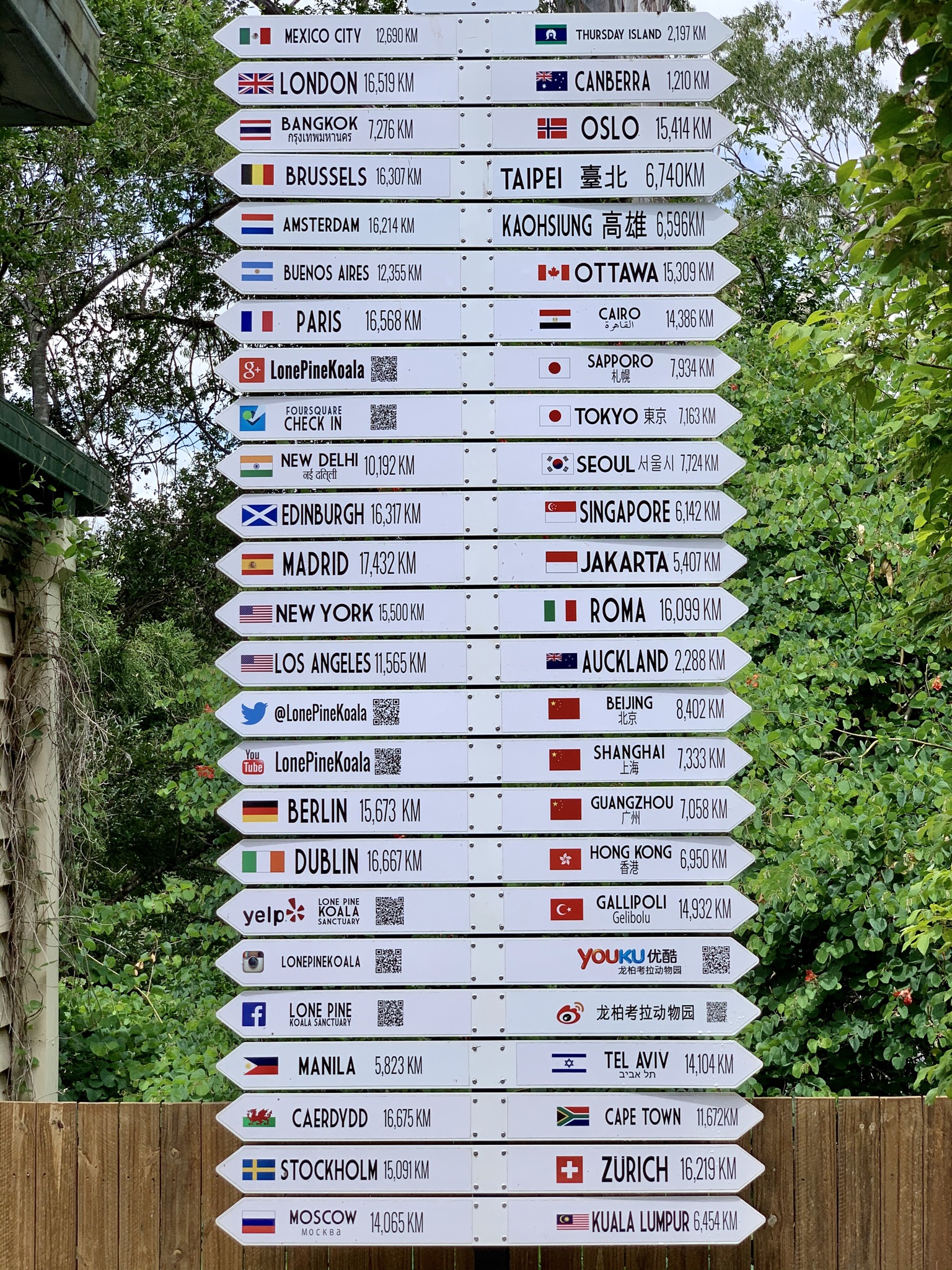
Moderner Stadt-Wegweiser in Brisbane, Australien
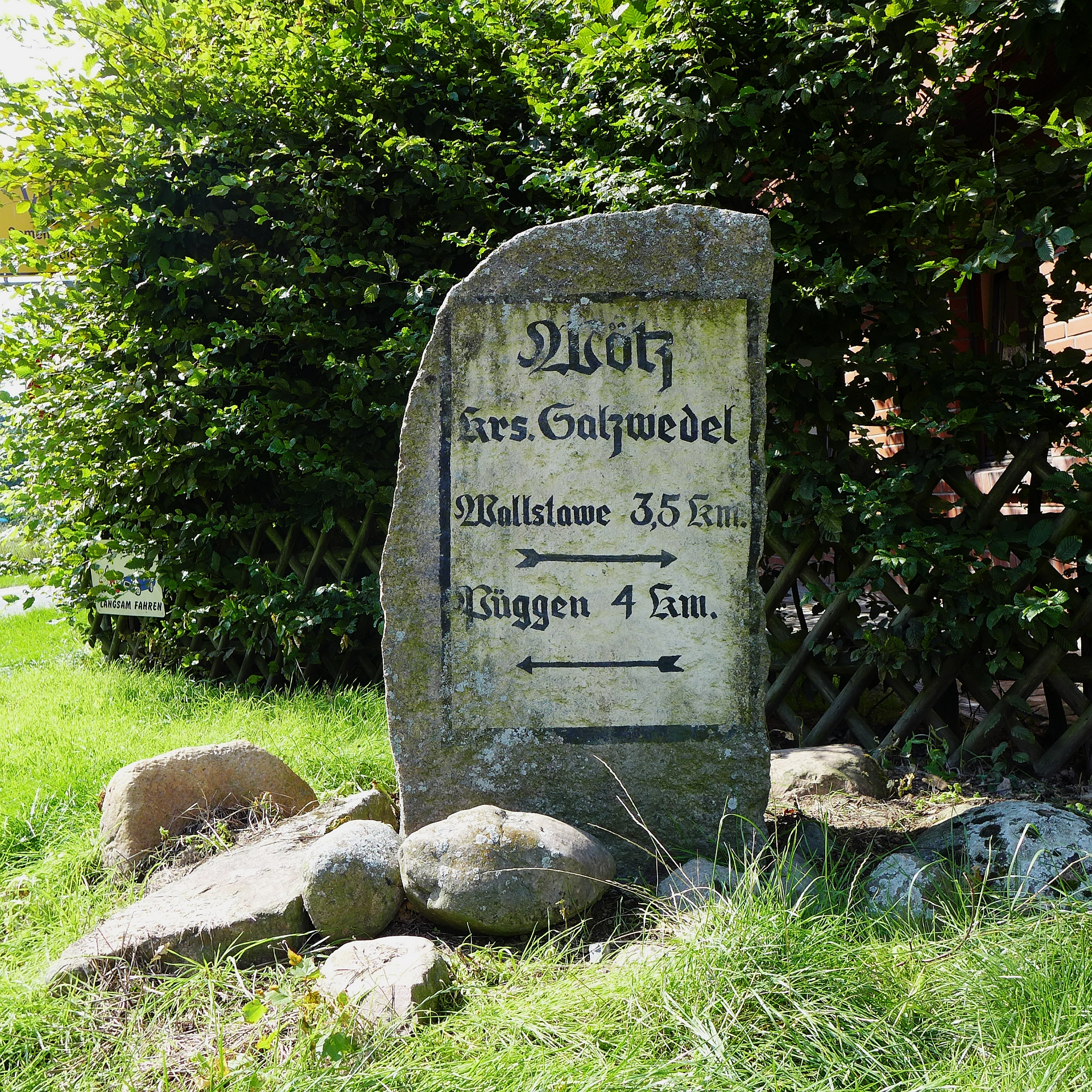
Historischer Wegweiser in Wötz, Sachsen-Anhalt
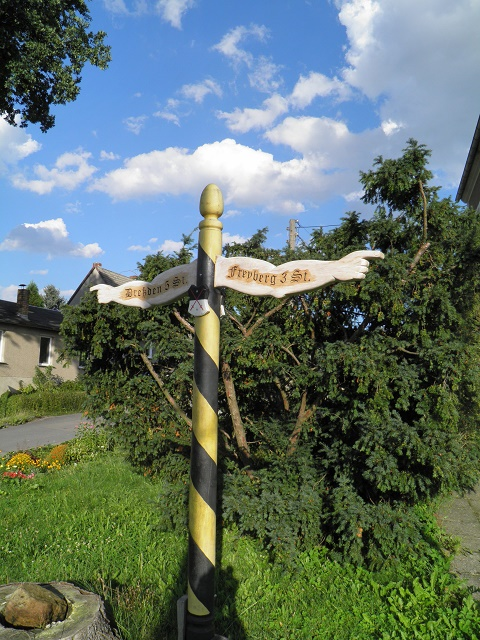
Nachbildung einer Armsäule in Grillenburg, Sachsen
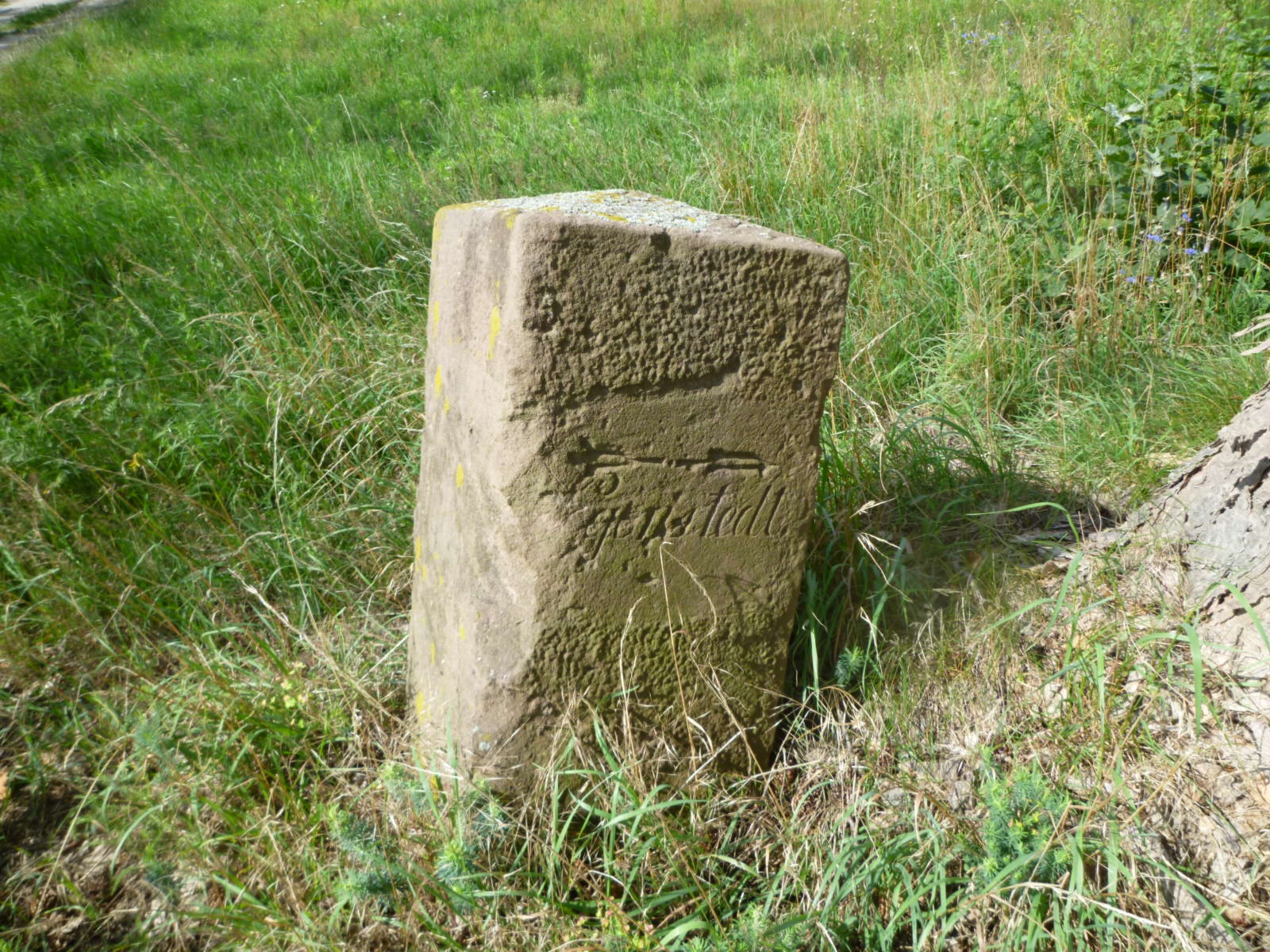
Denkmalgeschützter Wegweiser bei Calvörde an der Landstraße 24, Sachsen-Anhalt
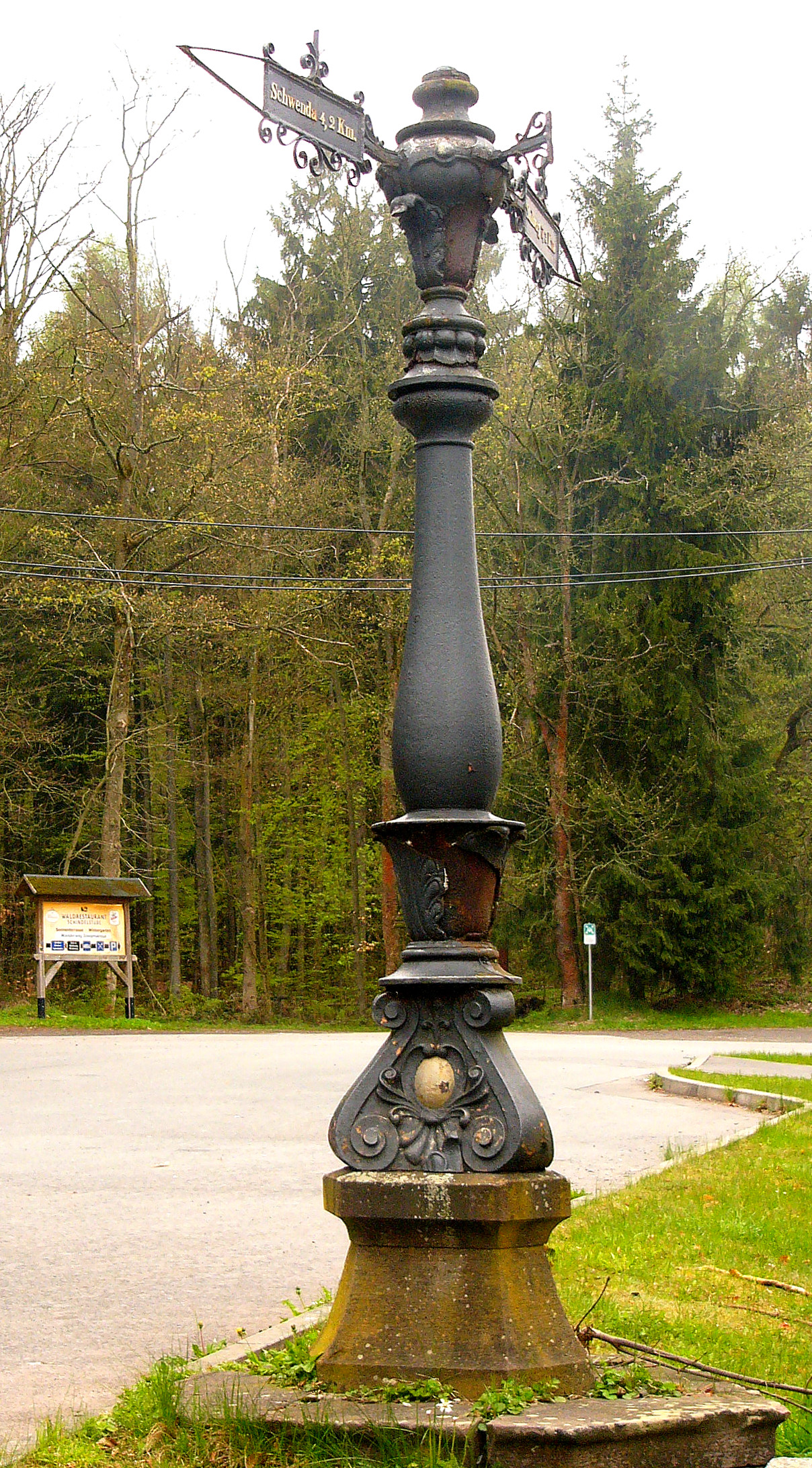
Wegweiser am Forsthaus Auerberg, Sachsen-Anhalt
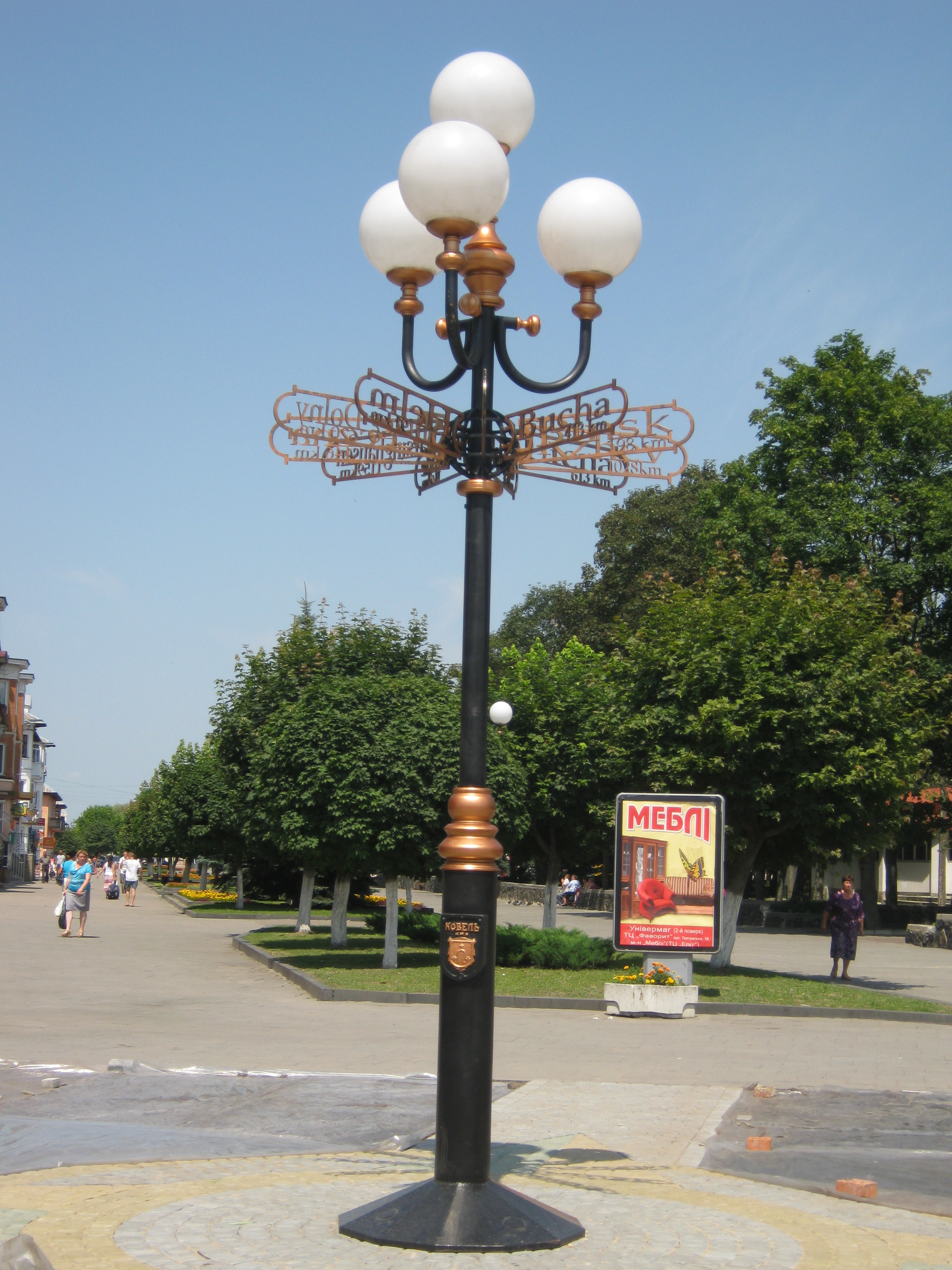
Wegweiser an einer Laterne in Kowel, Ukraine
Tabellenwegweiser in Deutschland
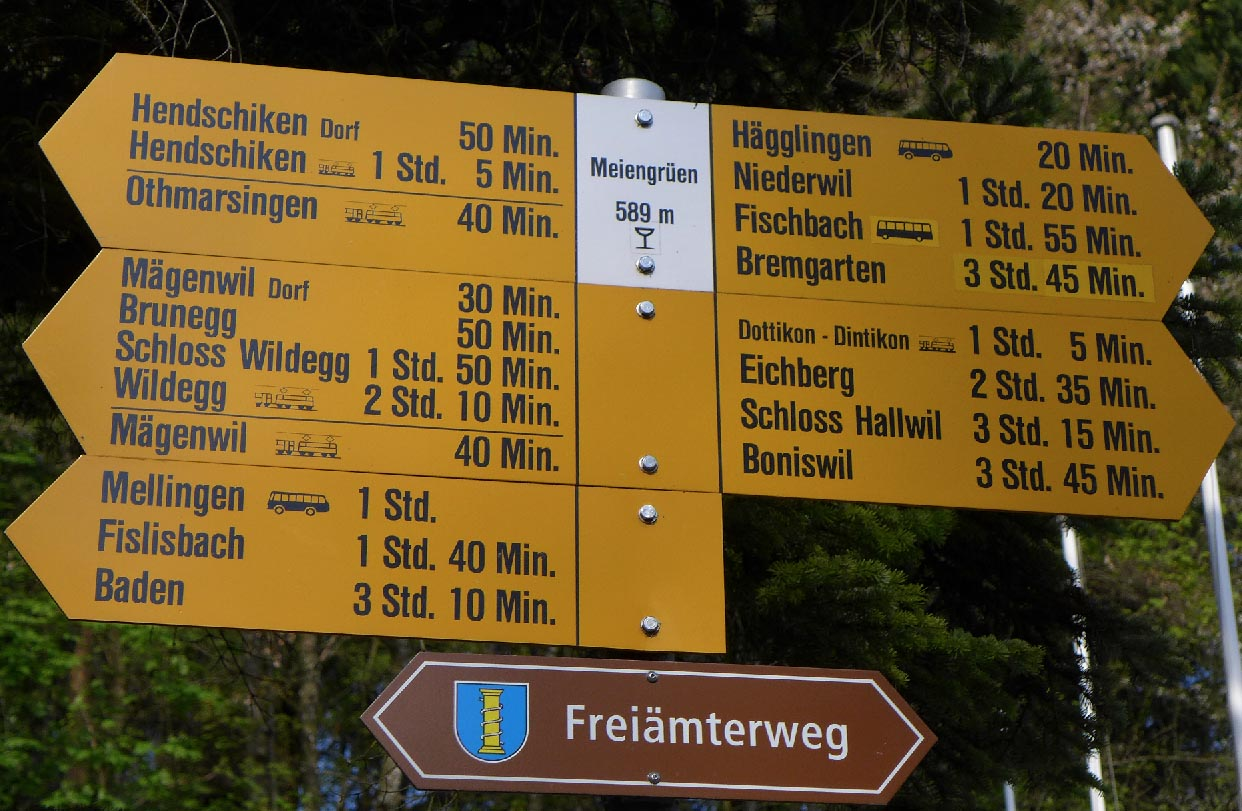
Wegweiser für Wanderwege und einen Kulturweg bei Hägglingen, Kanton Aargau
Wegweiser für eine Umleitung in Österreich
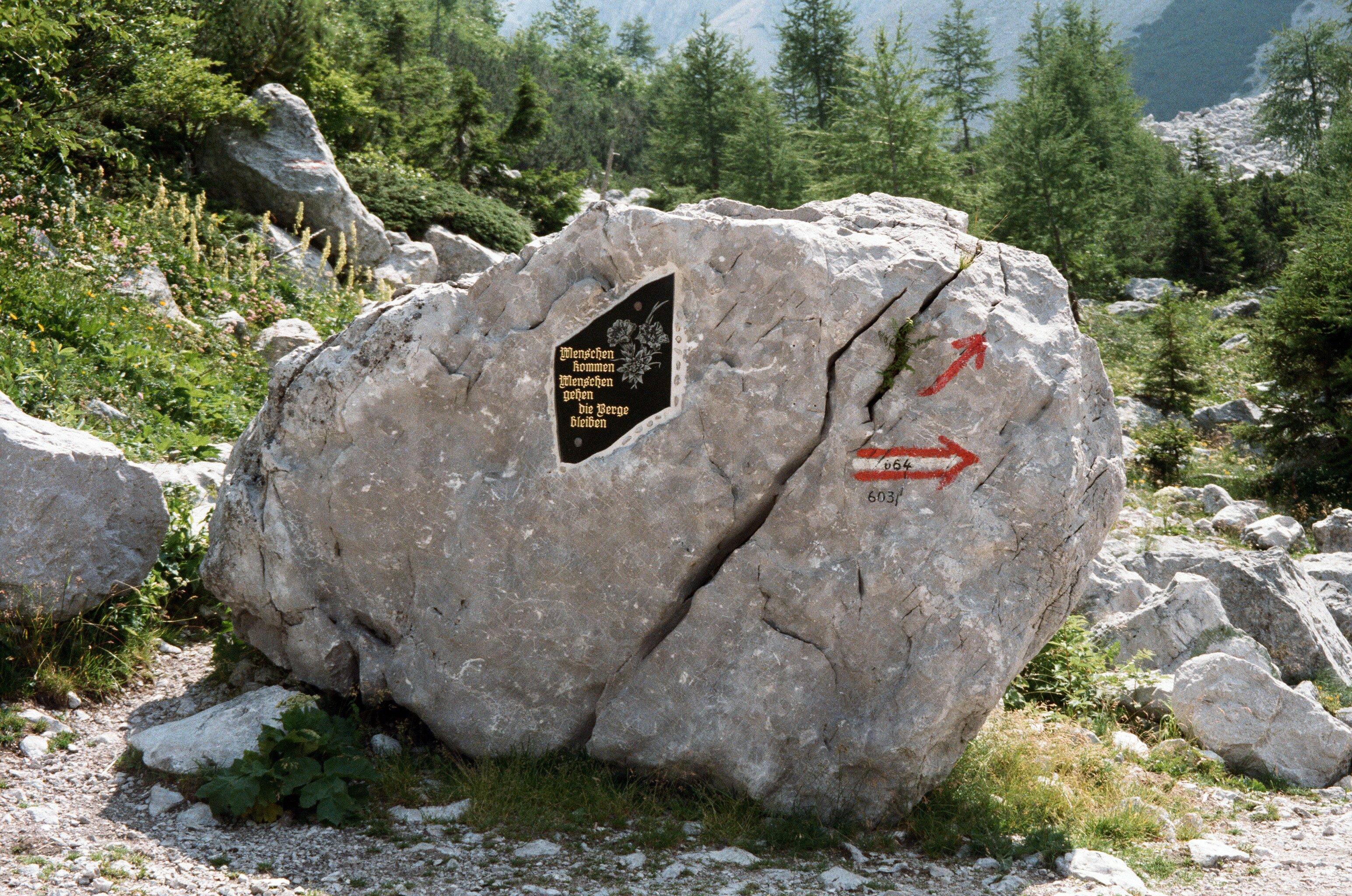
Wegzeichen auf einem Felsblock in den Karawanken (Österreich)
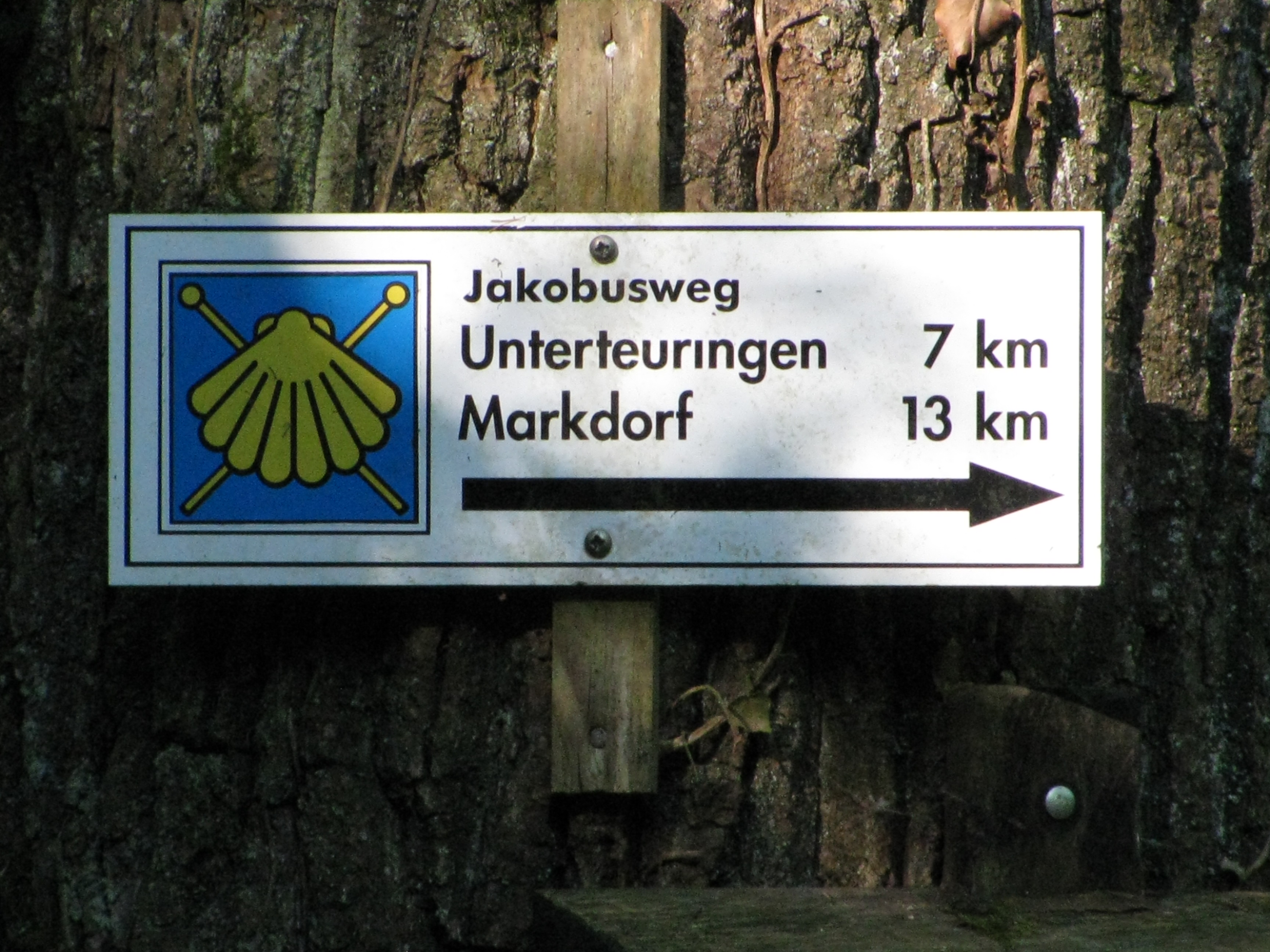
Wegweiser des Oberschwäbischen Jakobswegs
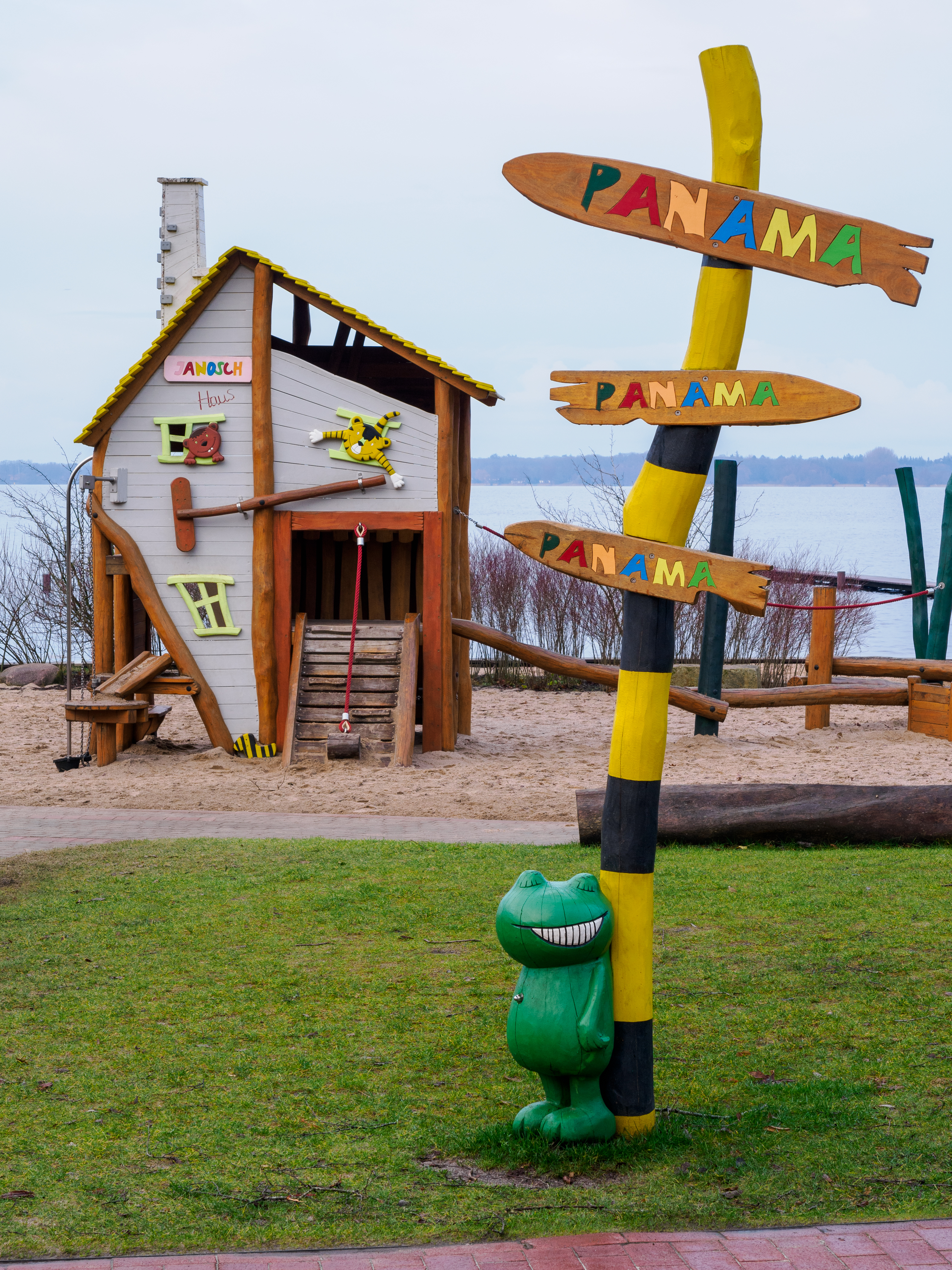
Wo geht es nach Panama? (Spielplatz Bad Zwischenahn)
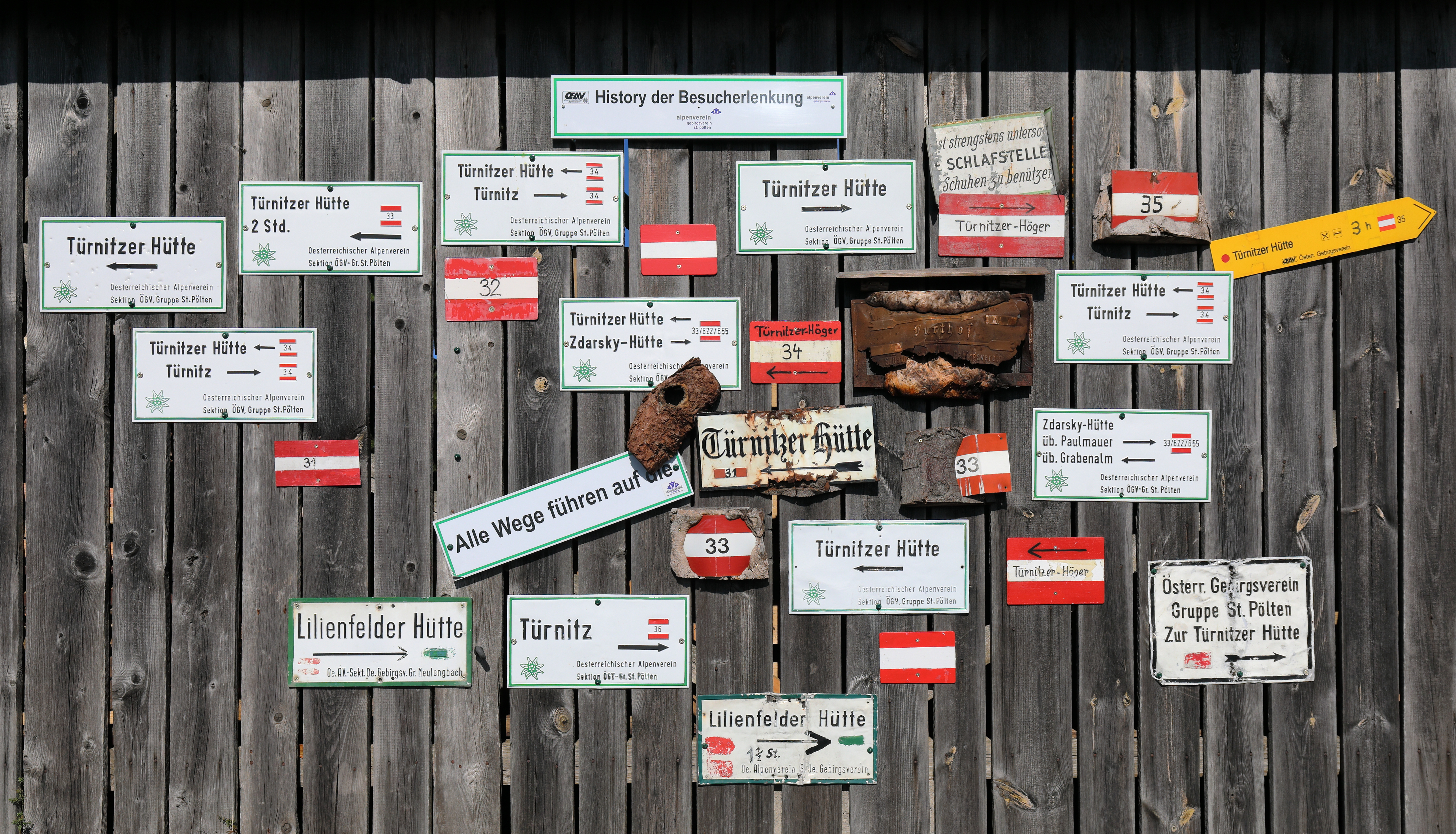
Wegweiser aus mehreren Jahrzehnten bei der Türnitzer Hütte, Niederösterreich
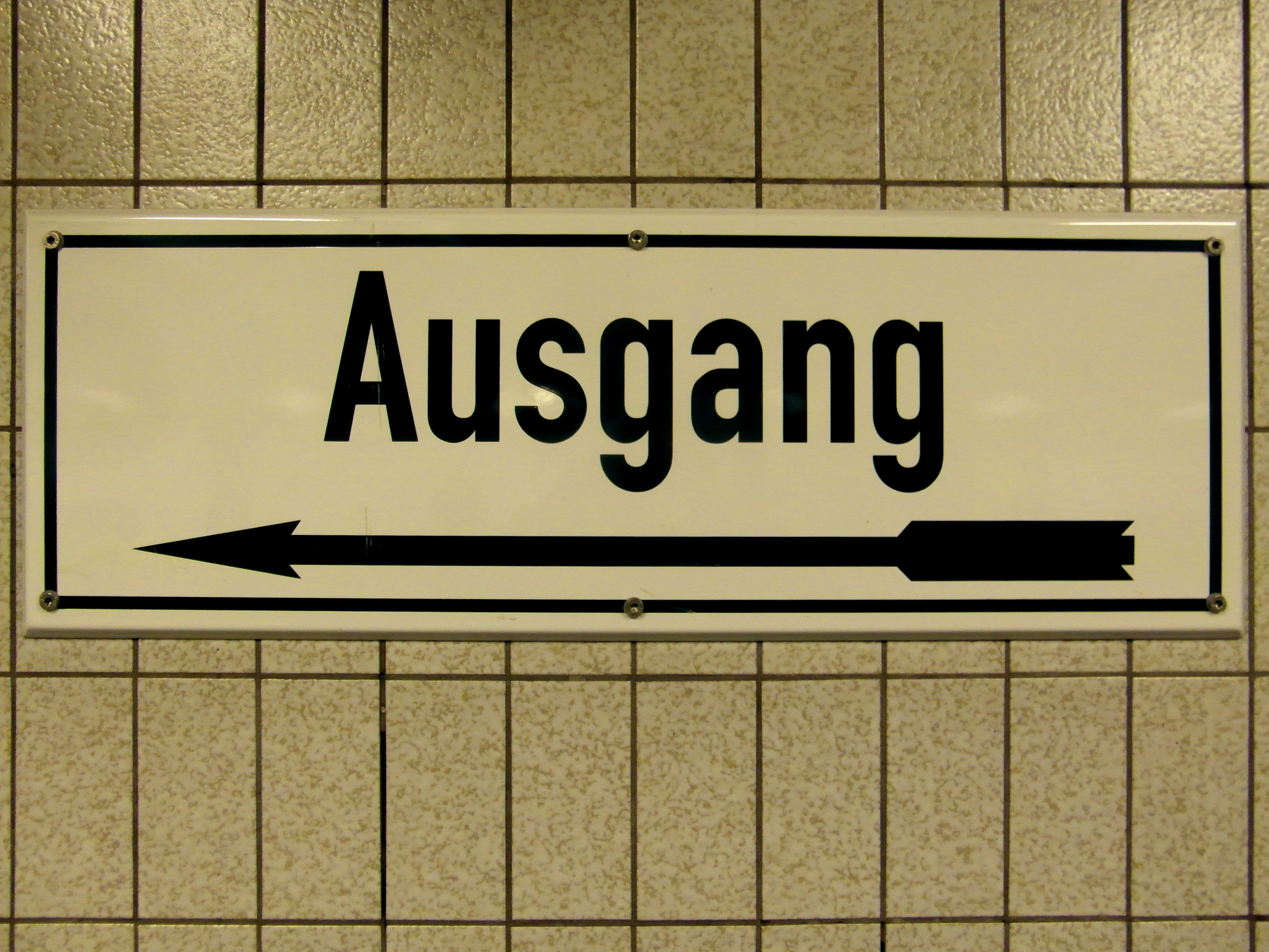
Wegweiser der U-Bahn Berlin
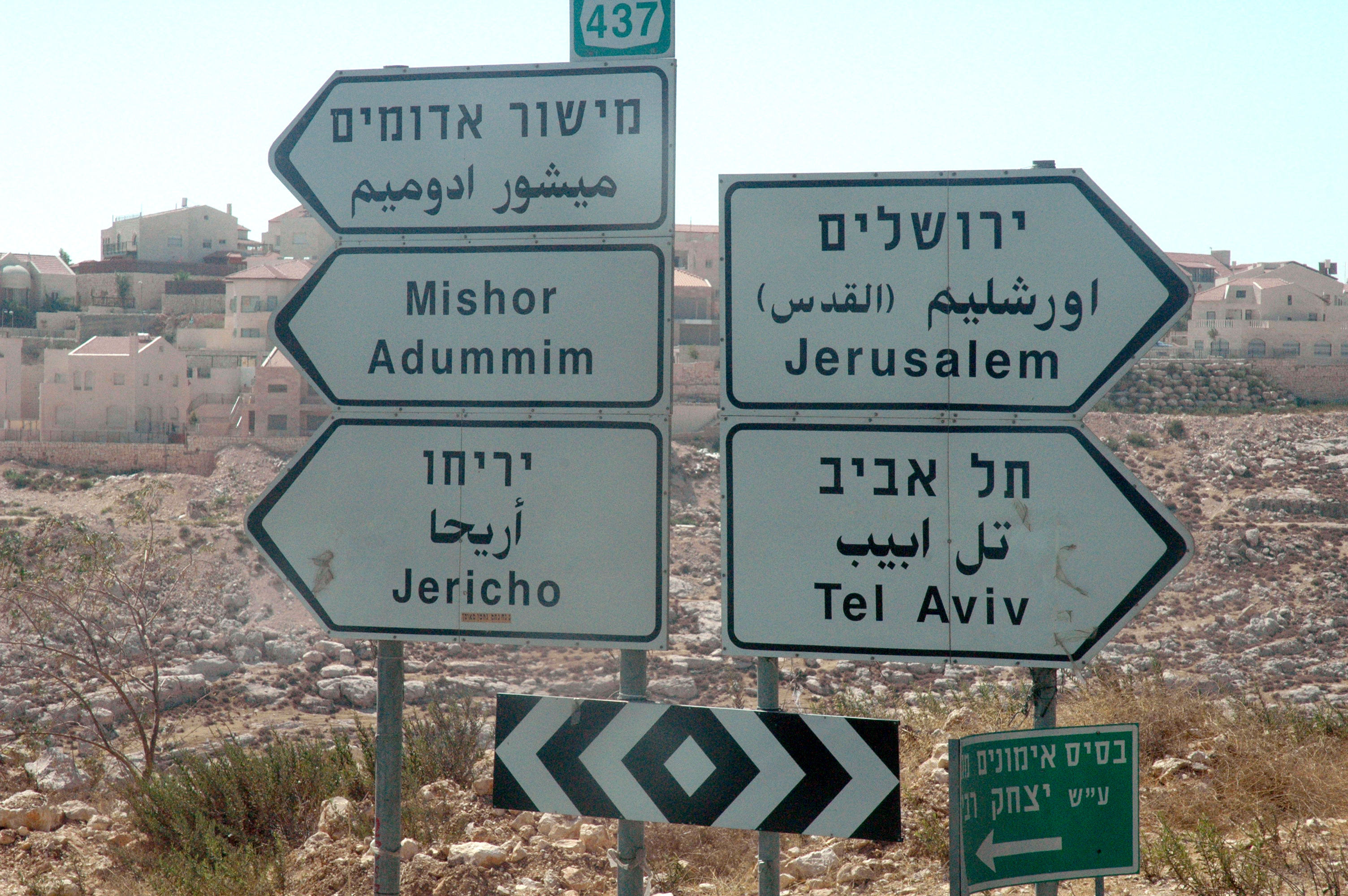
Dreisprachiger Wegweiser (englisch, hebräisch, arabisch) zwischen Jerusalem und Hizma
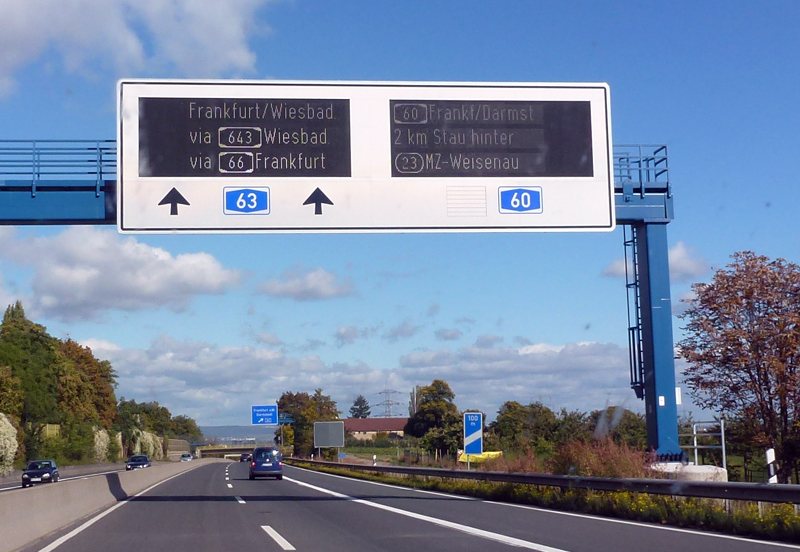
Ein dynamischer Wegweiser mit integrierten Stauinformationen am Autobahnkreuz Mainz-Süd signalisiert eine Alternativroute.
Beispiel eines Wegweisers mit hohem Kontrast und einer Gestaltung nach ISO 28564 und ISO 7001
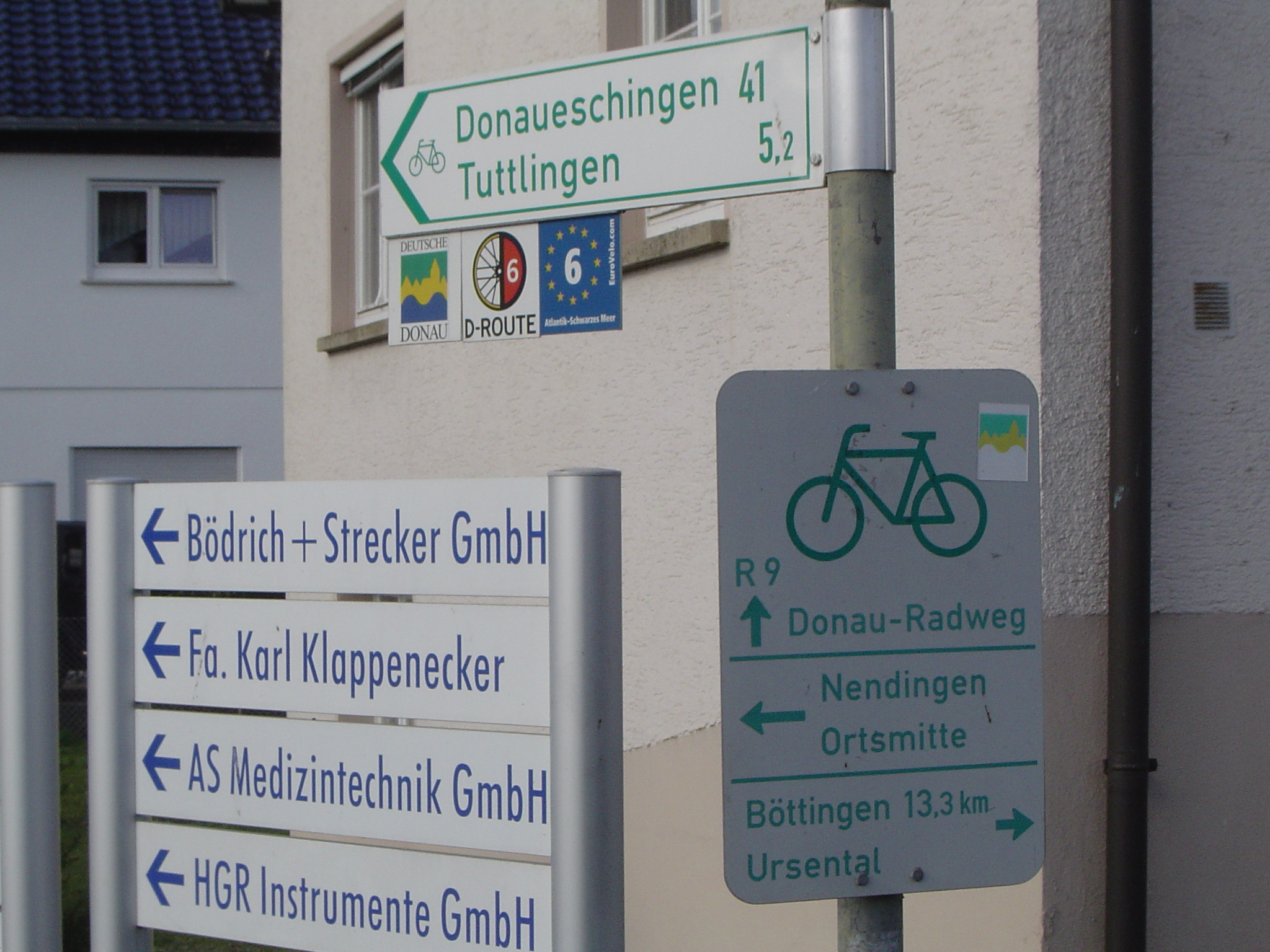
Wegweiser des Donauradweges, Radwegweiser mit Kennzeichnung von Themenrouten und Betriebswegweiser in Nendingen, Baden-Württemberg